# Mi esperanza
Mi esperanza fue una telenovela peruana producida por Michelle Alexander para América Televisión.
La telenovela se estrenó después del final de la primera temporada de Ojitos hechiceros y se emitió durante el nexo entre la primera y segunda temporada de dicha telenovela.
Protagonizada por Érika Villalobos, Alessia Lambruschini y Yaco Eskenazi; y con las participaciones antagónicas de Gabriela Billotti, Bruno Odar, Jimena Lindo, Julián Legaspi, Emanuel Soriano, Jesús Neyra, Urpi Gibbons, Stephanie Orúe, Alfonso Dibós y Silvana Cañote. 
Cuenta con las actuaciones estelares de Luis José Ocampo, Daniela Feijoó, Lorena Caravedo, Carlos Victoria y Gonzalo Molina.

## Temporadas
| Temporada | Temporada | Episodios | Episodios | Emisión original    | Emisión original        |
| Temporada | Temporada | Episodios | Episodios | Primera emisión     | Última emisión          |
| --------- | --------- | --------- | --------- | ------------------- | ----------------------- |
|           | 1         | 92        | 92        | 17 de julio de 2018 | 21 de noviembre de 2018 |

## Argumento
Narra la historia de Elsa Guerra, una mujer que lucha día a día por su esposo César Amador y sus 2 compañeros. Pero todo cambia cuando su esposo tiene un fatal accidente y descubre que tiene otra mujer llamada Rosa. Rosa antes de morir le pide a Elsa que cuide a su hija Esperanza, que es el fruto de su amor con César. 

## Elenco
- Erika Villalobos como Elsa Guerra Huayta de Amador / de Cáceres  (Protagonista).
- Alessia Lambruschini como Esperanza Amador Reynoso / Esperanza Cáceres Guerra  (Protagonista).
- Bruno Odar como César Honorio Amador Supe Div. De Guerra (Antagonista protagonista central).
- Jimena Lindo como Iris Reynoso Sulca  (Antagonista principal).
- Yaco Eskenazi como Percy Cáceres Condor (Protagonista).
- Daniela Feijoó como Silvia Amador Guerra  (Principal).
- Luis José Ocampo como Steven Amador Guerra  (Principal).
- Elsa Olivero como Juana Pariona Campos Vda. de Garzón (Principal).
- Gabriela Billotti como Romina Sulca Gibbons vda. de Reynoso (Antagonista principal).
- Julián Legaspi como Aníbal Gutiérrez Ponce (Antagonista principal).
- Jesús Neyra como Bastian Gutiérrez Astocondor (Antagonista principal).
- Urpi Gibbons como Violeta de la Cruz Cuellar de Pariona (Antagonista).
- Gonzalo Molina como Mauricio «Chicho» Pariona Campos (Principal).
- Valquiria Huerta como Mariana Pariona de la Cruz (Principal).
- Stephanie Orúe como Tatiana «Tati» Pastor Cabrera ex de Cáceres (Antagonista reformada).
- Lorena Caravedo como Socorro Cáceres Cóndor de Morales (Principal).
- Daniela Rodríguez Aranda como Flor de María Pastor Cabrera (Principal).
- Diego Pérez Chirinos como Gerson Garzón Pariona (Antagonista reformado).
- Miguel Dávalos como José «Junior» Morales Cáceres (Principal).
- Emanuel Soriano como Pedro García Gero / Pedro Saldaña  (Antagonista principal).
- Carlos Victoria como Teófilo Pastor Malca  (Principal).
- Flor de María Andrade como Fortunata Cóndor Jiménez
- Mía Owens como Sonia Pariona de la Cruz
- Alfonso Dibós como Rómulo Villagarcía de la Torre
- Silvana Cañote como Jacqueline «Jacquie» Villagarcía
- Carlos Casella como Octavio Mondragón
- Luciana León-Barandiarán como Miranda
- Cheli Gonzáles Vera como Anita
- Norka Ramírez como Consuelo «Cucha» Díaz Quispe
- Francesca Vargas como Dolores «Lola» Ronceros
- Nancy Cavagnari como Duquesa
- Jhoan Mendoza como Kenny
- María José Vega como Cindy
- Haydeé Cáceres como Teresa
- Fernando Pasco como Comandante Luis Morales
- Pedro Olórtegui Perea como Dr. Rodrigo Moreno
- Luis Trivelli como Sacerdote
- Anthony Bartra Sánchez como Mauro
- Nicolás Fantinato como Ariel
- Luigi Monteghirfo como Dante «Clorito»
- Luana Suárez como Adriana / Adrianita
- Jorge Bardales como Comandante Vasco
- Dante del Águila como Comandante Suárez
- Sandro Calderón como Fiscal Luis José Velez
- Marisol Tobalina como Abogada Mónica Lañas[nota 1]
- Tati Alcántara como Doctora
- Tatiana Espinoza como Marita